# 高玉琛
高玉琛（1951年1月—），男，山东人，中华人民共和国政治人物、外交官。

## 生平
1975年，任北京外国语学院法语系教师。1978年，赴中国援助布隆迪共和国水电组担任翻译。1981年，回到北京外国语学院担任教师。1985年，进入中华人民共和国外交部工作，先后在驻加蓬大使馆、外交部干部司任职。1995年，赴法国国家行政学院进修。1996年，任驻比利时大使馆参赞。1998年，任驻斯特拉斯堡总领事馆副总领事。2000年，任外交部外事管理司参赞。2006年3月，出任中华人民共和国驻毛里求斯大使。2009年，任外交部驻香港特派员公署副特派员。2011年12月，任满离职。

## 家庭
妻子是中国资深外交官许镜湖，两人育有一子。